# 센카 천황
센카 천황(일본어: 宣化天皇 센카 텐노[*], 467년? ~ 539년 3월 15일?)은 제28대 일본 천황(재위 : 536년 1월 26일? ~ 539년 3월 15일?)이다.  게이타이 천황의 둘째 아들이고, 어머니는 오와리노메노코 공주(尾張目子媛)이다. 안칸 천황의 친동생이자, 긴메이 천황의 배다른 형이다.

## 휘ㆍ시호
『일본서기』에서는, 휘를 히노쿠마노타카타노미코 (檜隈高田皇子)라고 한다.
일본식 시호는 『고사기』에서는 타케오히로쿠니오시타테노미코토 (建小広国押楯命)라 하며, 『일본서기』에서는 타케오히로쿠니오시타테노스메라미코토 (武小広国押盾天皇)라고 한다.
한풍 시호 「센카 천황(宣化天皇)」은 대대로 천황과 함께 오우미노 미후네에 의해 붙여진 이름이다.

## 계보
케이타이 천황의 2황자이다. 어머니는 오와리노메노코히메 (오와리노 쿠사카의 딸)이다. 안칸 천황의 동복 동생이다. 긴메이 천황의 이복형이다.
- 황후 : 타치바나노나카츠히메미코 - 닌켄 천황의 황녀
  - 이시히메노히메미코 (石姫皇女) - 긴메이 천황의 황후
  - 오이시히메노히메미코 (小石姫皇女) - 긴메이 천황의 비
  - 쿠라노와카야히메노히메미코 (倉稚綾姫皇女) - 긴메이 천황의 비 (『고사기』에서는 쿠라노와카에노미코(倉之若江王)로 남성으로 나옴.)
  - 카미에하노미코 (上殖葉皇子, 에하노미코(恵波王)ㆍ마로코(椀子)) - 타히 공 (타지히 진인)ㆍ이나공의 선조
  - 자식 - 요절, 성별미상
- 비 : 오오시코우치노와쿠고히메 (大河内稚子媛)
  - 호노오노미코 (火焔皇子) - 시이다기미ㆍ이나공?의 선조
- 생모 미상
  - 히카게노히메미코 (日影皇女) - 긴메이 천황의 비
  - 야카베노미코 (宅部皇子) - 『부상략기(扶桑略記)』・『본조황윤소운록(本朝皇胤紹運録)』 등에는 긴메이 천황의 황자라고 쓰여있다.

## 황궁
수도는 히노쿠마노이오리노노미야 (檜隈廬入野宮, 현재의 나라현 타카이치군 아스카무라 히노쿠마)이다.

## 실적ㆍ인품
선대의 안칸 천황이 붕어했을 때, 그는 자녀가 없었기 때문에 동복 동생인 센카 천황이 만 69세의 나이로 즉위했다. 츠쿠시의 관가를 정비하고, 오오토모노 카나무라를 시켜 신라에 공격당하고 있던 임나에 원군을 보냈다. 즉위 원년 (536년?)에 소가노 이나메가 대신이 되어 아들 소가노 우마코 이후 계속 되는 소가씨의 전성시대를 마련하게 되었다.
또, 안칸ㆍ센카 시기에는 아버지 케이타이 천황 사후 바로 즉위한 동생 긴메이 천황과 병립했다는 설 (신해의 변, 가설)도 있지만, 어쨌든 센카 천황의 혈통도 이시히메노히메미코를 통해 현재까지 이어져 내려오게 된다.
고령의 나이로 즉위했고, 재위가 3년여로 짧기 때문에, 그다지 주된 실적이 없다. 인품은 맑고 깨끗하며 군자다운 용모를 하고 있었다고 전한다.

## 능ㆍ영묘

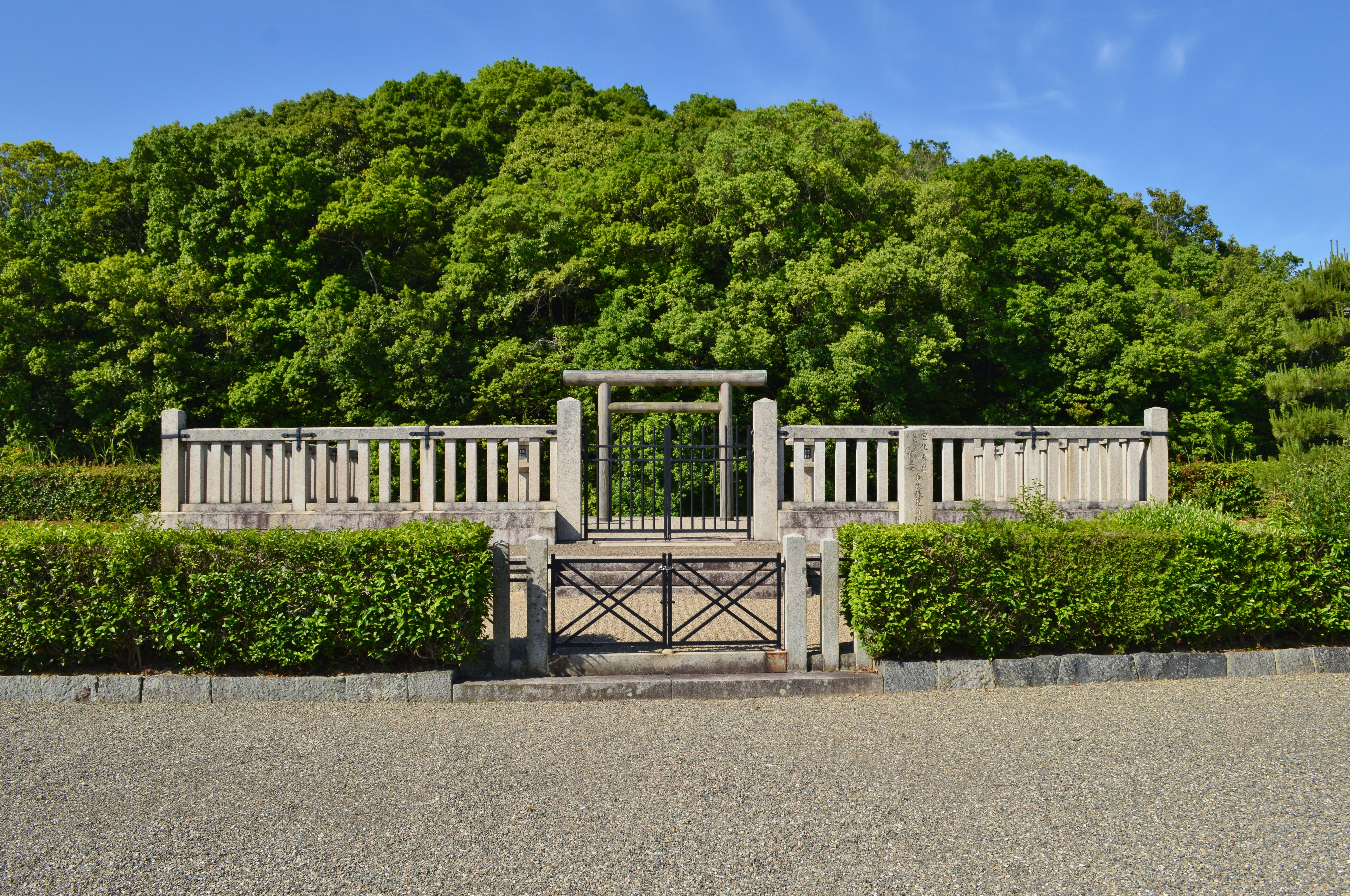
센카 천황ㆍ타치바나노나카츠히메미코의 능

능 (일본어: 陵 みささぎ[*])은 궁내청에 의하면 나라현 카시하라시 토리야마치에 있는 무사노츠키사카노에노 능(身狹桃花鳥坂上陵/身狭桃花鳥坂上陵)에 치정되어있다. 황후 타치바나노나카츠히메미코와 합장릉의 형태로, 궁내청상 형식은 전방후원이다. 유적 이름은 토리야 미산자이 고분으로, 고분 길이는 138m의 전방후원분이다.
『고사기』에서는 기재 되어있지 않다. 『일본서기』, 『엔키시키』에서는 身狭桃花鳥坂上陵라 쓰여있다.
또한, 황궁에서는 황령전 (궁중3전 중 하나)에서 다른 역대 천황, 황족과 함께 천황의 영이 모셔져있다.

## 같이 보기
- 일본 천황